# 穢れ
穢れ、汚れ（けがれ）とは、忌まわしく思われる不浄な状態。死・疫病・性交などによって生じ、共同体に異常をもたらすと信じられ避けられる。

## 一般の穢れ観念
手や体を水で洗うことは目に見える汚れを落とすと同時に「穢れを祓う」ことでもあると考えられている。近・現代の自然科学的な説明体系では手や体を水で洗うことは「病原体を洗い流すために洗う」などと説明するが、そうした説明体系・観念体系とは異なった言葉の体系となっている。
穢れ観念は現代でも禊、灌頂や洗礼を始め様々な宗教儀式に名残を留めている。
穢れているとされる対象としては、死・病気・出産・性交・女性・怪我・排泄、ならびにこれらに関するものが代表的である。
自らの共同体以外の人（他県人・外国人・異民族）やその文化、特定の血筋または身分の人（不可触賎民など）、特定の職業（芸能、金融業、精肉業等）、体の一部（左手を食事に使ってはならない等）なども穢れとされることがある。これらは必ずしも絶対的な穢れというわけではなく、行為などによって異なることが多い（例えば、ある動物に触れるのは構わないが食べてはいけない、など）。
穢れの観念は民間信仰はもとより、多数の有力宗教にも見られる。ユダヤ教では古くから様々な穢れの観念が事細かに規定され、これは食タブーなどに関してイスラム教にも影響を与え、現代でも多くの人々の生活様式に影響を残している。バラモン教の穢れ観念は現代のヒンドゥー教に受け継がれ、また仏教にも影響を残した。月経や女性を穢れとするのは古代インドの思想とその影響を受けた仏教由来のものである。
「穢れ」に対立する概念は「清浄」または「神聖」であるが、穢れと神聖はどちらもタブーとして遠ざけられる対象であり、タブーであることだけが強調されて、必ずしも厳密に区別できないこともある。例えばユダヤ教では動物の血は食に関する限り「不浄な生き物」と同様に忌まれるものであるが、これはユダヤ教において「血は命であるから食べてはならない」（申命記）と説明される神聖なものであることに起因するものであり、決して穢れたものであるからではない。
類似語でユダヤ教/キリスト教では罪という言葉で聖書に表されているが、『アダムの犯した罪』が人の原罪である。詳しくは原罪を参照。

## 日本
仏教、神道における観念の一つで、不潔・不浄等、理想ではない状態のことである。併せて「罪穢れ」と総称されることが多いが、穢れは死・疫病・出産・月経、犯罪等によって穢れた状態の人は祭事に携ることや、宮廷においては朝参、狩猟者・炭焼などでは山に入ることなど、共同体への参加が禁じられた。戦後の民俗学では、「ケガレ」を「気枯れ」すなわちケがカレた状態とし、祭などのハレの儀式でケを回復する（ケガレをはらう、「気を良める」→清める）という考え方も示されている。この点については「ハレとケ」の項目も参照。
類似の観念は他の宗教や民間信仰にもある。これらについては一般の穢れ観念の項を参照。

### 日本神話における穢れ
日本神話では、天つ罪・国つ罪との言葉で大祓詞に示されている。天つ罪を例にすると、畔放（あはなち）、溝埋（みぞうめ）、樋放（ひはなち）、頻蒔（しきまき）、串刺（くしざし）、生剥（いきはぎ）、逆剥（さかはぎ）、屎戸（くそへ）である。これらは須佐之男命が行った行為であるが、いわゆる禊ぎと祓いと八岐大蛇退治によって名誉を挽回した。
黄泉の国から復ったイザナギは禊をしている。これは、黄泉の穢れを払う行為であり、その最中に三貴子など何柱もの神々が誕生した。また、祓われた穢れそのものからも神が誕生した。スサノオがアマテラスの屋敷に天斑駒を乱入させた故事において従女の死である「死の穢れ」が初出である（「穢れ」については古事記の黄泉国譚が初。ただし、イザナミが穢れているとの記述はない。穢れたのはあくまでもイザナギである）。古事記の黄泉国譚のイザナギの穢れは、黄泉国へイザナミを追いかけていき連れ戻そうとするなど、タブーを犯したことである。

### 神道と仏教
両者とも穢れに対する意識はあるが、もっとも異なるのは、死そのものに対する考えで、神道では死や血を穢れとするが仏教では神道のようには死を穢れとみなさない（※下記「穢れ観念の起源」の説明と相違あり）。葬式などは、仏教では寺で行うこともあるが、神道では神域たる神社ではなく各家で行う。これは神聖なものがなんであるかの違いであり、また、清めの塩は穢れた自分を清めているものである。数珠を左手に巻くのは自分の左手を不浄として数珠で浄めているのである。死においてはその精神状態が最も重要視されるため、亡くなった方だけでなくその身内も忌中の間は神域に立ち入ることは一般には許されない。一方で、死者を神として祀る神社があったり、また墓である古墳も神域と見なされる。仏教では、死は次へ転生する輪廻という世界の有り様であり、これを否定するような概念は存在しない。その現象から自ら抜け出そうとする。仏教での穢れは、潜在力として蓄積されることを嫌うものであり、こちらは論理的根拠に基づく。
日本人にとって神は超自然的な物であり、畏れられると共に敬われもした（御霊信仰など）。また死者は清められ、特定の死者はその魂を神として祀る。これらの神と穢れは相成り得ないもので、神社での手水舎は、外界での穢れを祓うために設置されている。
日本での仏教は神道との習合がいたるところで存在し、両者での考えが入り乱れていることもある（寺院における鳥居、建築様式など）。穢れも同様である。

### 穢れ観念の起源
平安時代に日本に多く伝わった平安仏教は、この思想を持つものが多かったため、穢れ観念は京都を中心に日本全国へと広がっていった。また、平安時代後期以後、国家鎮護や天皇・貴族のために加持祈祷を行う上位の高僧（学侶）には皇族や貴族出身者など上流階級出身者の子弟が増加し、彼らは神祇祭祀の主催者である天皇に仕えるために身の清さを維持する必要が生じたため、葬儀など穢れに接する可能性の高い行事へは参加をせず、堂衆と称された下級僧侶や遁世僧と呼ばれる聖が行うようになり、僧侶間の階層分化を進める一因となった。一方で、日本における穢れの思想は神道の思想や律令法で導入された服喪の概念とも絡み合って制度化されるなど、複雑な発展を遂げていった。10世紀前半成立の『延喜式』では3巻の「臨時祭」の中に、「穢悪」のリストがあり、死や出産、六畜の肉食が挙げられ、他の箇所でも穢に言及されている。（尚、延喜式の穢れに対する忌みの措置は、参加を禁じるためでは無くその一定期間を過ぎたら出勤するようにと規定しているものである。）藤原実資は日本の穢れは天竺（インド）・大唐（中国）にはないものであると解しており（『小右記』万寿4年8月25日条）、藤原頼長も穢れの規定は（中国からの移入である）律令にはなく、（日本で独自に制定した）格式に載せられていることを指摘している（『宇槐雑抄』仁平2年4月18日条）。

### 神道との関連
学者の網野善彦などの研究により、被差別民と天皇との密接な結びつきが明らかとなっている。天皇を「清め」（不浄なものの浄化）の職能の最高者とみる説もある。高取正男は仏教の不浄観によって「ケガレ」の観念が変容したと見ている（『神道の成立』）。
また、祓いとの関連においては、祓いは本来穢れを除去するものではなく、穢れをもたらした者などが神に対する謝罪などの意味で財物を捧げる行為（天津罪・国津罪などに対する財産刑）を指し、中世日本の神社においては穢れを理由として祓いそのものが一定期間中止・延期された事例の存在が指摘されている。
祓詞では、祓戸大神が罪や穢れを清めるとしている。

## 備考
- 琉球神道には血の穢れや死の穢れが無視されており、和田萃は、「中世末に日本の神道が琉球に伝わったが、それが熊野信仰であったことと関係があるのではないかと思う」「琉球は東の信仰は強いが、日本の浄土信仰のような西に対する信仰がない」とする[8]。